# Louis Antoine Poirot
Louis Antoine Poirot (qui adopta le nom chinois de HE Qingtai 賀清泰), né le 23 octobre 1735 en Lorraine (France) et mort le 13 décembre 1813 à Pékin (Chine) est un prêtre jésuite français, missionnaire en Chine, artiste peintre à la cour impériale, traducteur de la Bible et interprète. Il reçoit le titre de 'mandarin de 6e classe'.

## Biographie
A la fin de ses études secondaires à Florence, Poirot entre dans la Compagnie de Jésus. Bien que français Poirot fasse toute sa formation jésuite en Italie. Il commence son noviciat le 9 juillet 1756, à Rome. Cette première période de formation spirituelle terminée il enseigne dans divers collèges de la province romaine des Jésuites: à Fermo (1761), Fabri (1762) Macerata (1763) et Pérouse (1764). Il fait sa théologie à Rome, au Collège romain, et y est ordonné prêtre catholique en 1766. Son parcours de formation jésuite se termine avec le 'Troisième An' à Florence (1769).
Il est déjà destiné à la mission de Chine. Aussi, après une brève visite en France, il embarque le 20 mars 1770 à Lorient, à destination de la Chine. L’Italien Luigi Cipolla l’accompagne. Arrivés à Canton le 20 octobre 1770 ils poursuivent leur voyage vers Pékin le 29 septembre l’année suivante.
Poirot est immédiatement appelé à exercer son talent d'peintre à la cour de l’empereur, adaptant son art au goût chinois. En dépit de l’atmosphère politique défavorable aux chrétiens sous l’empereur Qianlong - et même de persécutions sporadiques - Poirot obtient de l’empereur de pouvoir prêcher et baptiser dans la capitale chinoise. Ses services d’interprète lors de la réception de l’ambassadeur britannique McCartney (1793) sont également appréciés de l’empereur Qianlong qui le promeut au rang de mandarin de sixième classe le 19 août 1793.
Poirot n’est pas que peintre. Outre les épîtres et évangiles des liturgies dominicales, il traduit en chinois et tartare (mandchou) l’Ancien et le Nouveau Testament : l’œuvre compte pas moins de 35 volumes
Lorsque Poirot meurt à Pékin le 13 décembre 1813, à l'âge de 78 ans, dont 34 ans passés en Chine. Il est le plus ancien des survivants jésuites restés en Chine après la suppression de la Compagnie de Jésus.
Onze ans plus tard, la nouvelle génération de missionnaires jésuites de la Compagnie restaurée arrive à Shanghai, ce pour quoi Poirot avait œuvré de toutes ses forces. Le 4 novembre 1778 il avait écrit à la 'Propaganda Fide' demandant que la Compagnie de Jésus soit restaurée et, ayant appris que la présence des Jésuites en Russie était approuvée par le pape, il s’était adressé à eux, en 1802, pour qu’ils viennent en aide à la Mission de Chine. Personnellement, il avait immédiatement demandé sa réintégration dans la Compagnie de Jésus en 1803, ce qui lui avait été accordé par le pape Pie VII. Il avait alors renouvelé ses vœux religieux, en compagnie de Jean-Joseph de Grammont et du frère Giuseppe Panzi.

## D'autres peintres à la cour de Chine
- Ignaz Sichelbarth, jésuite allemand.
- Giuseppe Castiglione, jésuite italien.
- Jean-Denis Attiret, jésuite français.